# Inmarsat A

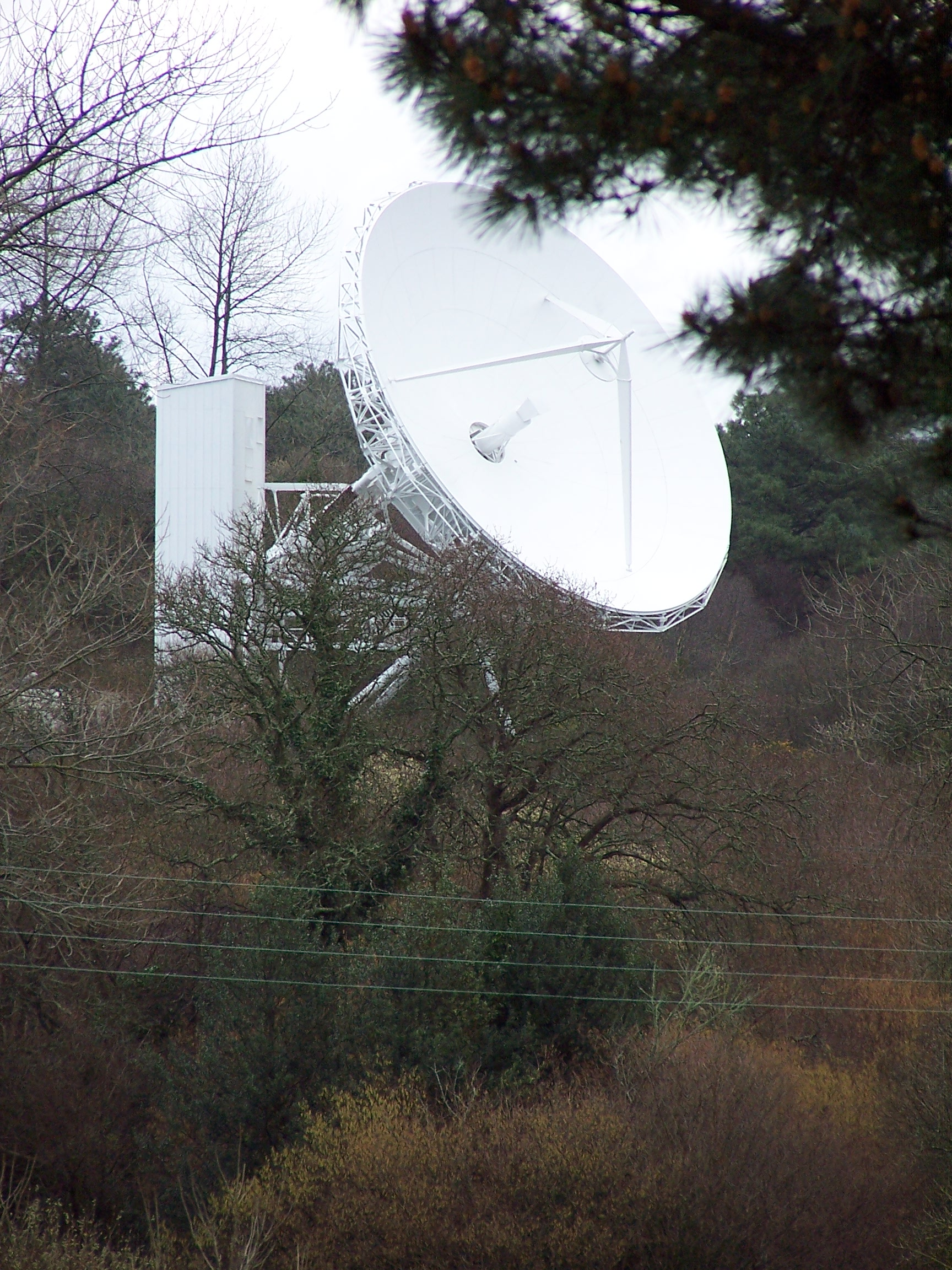
Inmarsat A, hier Antenne Küstenerdfunkstelle

Inmarsat A war ein vom Kommunikationsunternehmen Inmarsat angebotener Mobiler Seefunkdienst über Satelliten.
Inmarsat A ermöglichte es 1982 erstmals in der Geschichte, Funkverbindungen zwischen mobilen Endgeräten herzustellen. Inmarsat funktionierte ausschließlich analog und bot folgende Kommunikationsmöglichkeiten:
- Telefonie / Sprechverbindung
- Fax
- Datenübertragung (z. B. Internet) mit 9,6 – 64 kbit/s.

Inmarsat A wurde mit vier geostationären Satelliten, welche über dem Äquator positioniert waren, betrieben. Durch Inmarsat A wurden die Regionen nördlich 70° N und südlich 70° S nicht abgedeckt.
Inmarsat A wurde am 31. Dezember 2007 um 23:59 Uhr UTC eingestellt. Nachfolger wurde Inmarsat B.